# Förtchen

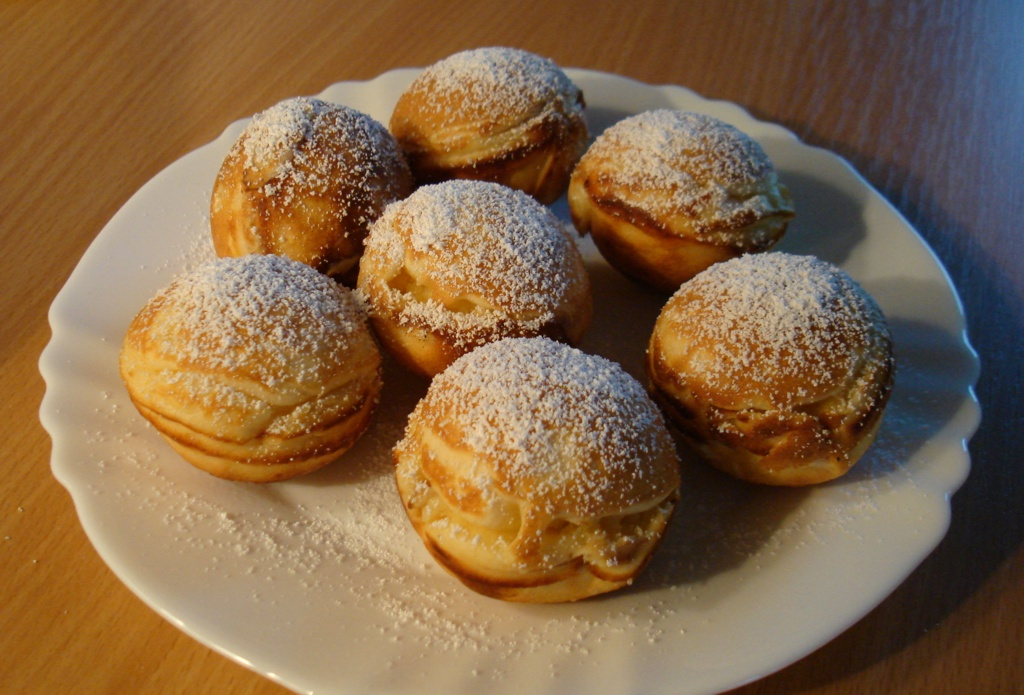
Förtchen

Förtchen (auch Pförtchen, Förte, Pförte; plattdeutsch: Förden, Pförden) sind eine traditionelle Mehlspeise der schleswig-holsteinischen Küche, insbesondere im Landesteil Holstein. Mit einer Fruchtsoße oder einem Fruchtkompott, gegebenenfalls auch lediglich mit etwas Marmelade oder Zucker, werden die Förtchen als süße Hauptmahlzeit gereicht.

## Teig und Herstellung
Grundlage für die Förtchen ist üblicherweise ein verfeinerter Pfannkuchenteig mit einem hohen Anteil an Milch und Eiern. Das Eiweiß wird als fest geschlagener Eischnee untergehoben, sodass eine lockere, luftige Masse entsteht. Es gibt eine Vielzahl an Rezepten für Förtchen, zum Beispiel auch solche aus einem Hefe- oder Brandteig. Allen gemein ist, dass das geschlagene Eiweiß für eine fluffige Konsistenz sorgt. Ausgebacken werden die Förtchen in einer speziellen Pfanne mit halbrunden Vertiefungen, den sogenannten Augen. Nach dem Einfetten der Augen gießt man etwas Teigmasse hinein. Sobald der Teig außen fest und goldbraun geworden ist, wird er mit Hilfe einer Gabel gewendet und die zweite Hälfte des Förtchens wird gebacken. Idealerweise entsteht so eine Kugelform. Vor dem Wenden können die Förtchen gefüllt werden. Als Füllung eignen sich Apfelstückchen, Backpflaumen, Apfelmus oder Pflaumenmus. Eine ähnliche Mehlspeise wie die Förtchen kennt die böhmische Küche mit den Dalken. Auch die niederländischen Poffertjes und die dänischen Aebleskiver ähneln den Förtchen bezüglich der Teigmasse und der Herstellung in einer Augenpfanne; bei beiden handelt es sich jedoch um Gebäckspezialitäten. Nicht zu verwechseln sind die Förtchen dagegen mit den Futtjes, die man eher in die nördlichen Regionen Schleswig-Holsteins verorten kann und bei denen es sich um ein Fettgebäck handelt.

## Förtchenpfanne

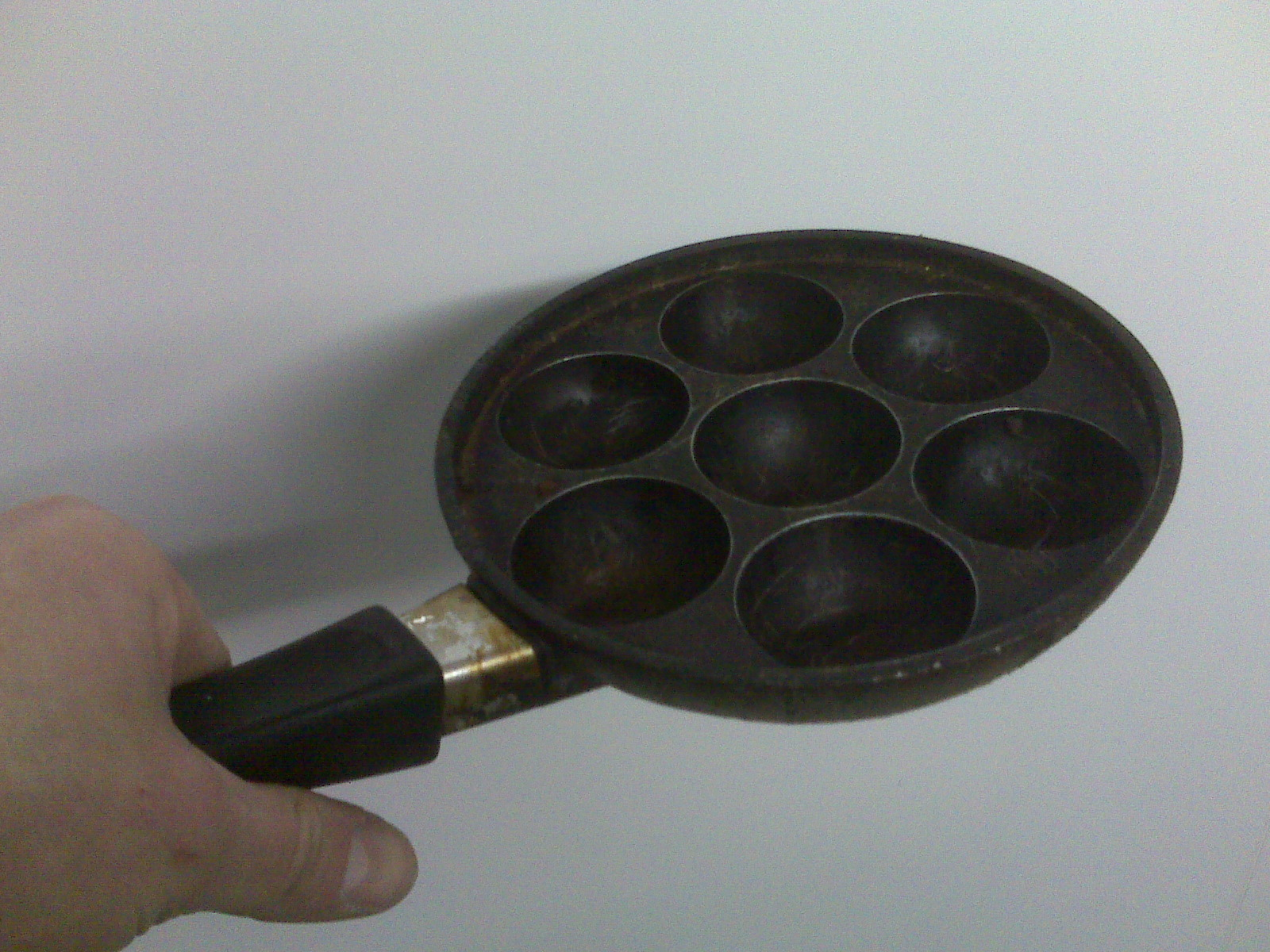
Moderne Förtchenpfanne

Ursprünglich wurden die Förtchenpfannen (Augenpfannen) als Irdenware für den Holzbackofen hergestellt. Später gab es Exemplare aus Eisen, deren Vertiefungen mit einer weißen Emailleschicht versehen waren und die für ein offenes Herdfeuer gedacht waren. Nach dem Herausnehmen der Herdringe konnten sie in den Herd hineingesetzt werden. Zum sicheren Anfassen besaßen sie zwei Handgriffe. Für die heutigen Elektroherde gibt es Förtchenpfannen mit einer glatten Unterseite. Bei den historischen Förtchenpfannen wurden die Vertiefungen mit reichlich Schmalz oder Butter ausgefettet, auch um die Mehlspeise nahrhafter zu machen; bei den modernen Pfannen mit Antihaftbeschichtung kann man weitgehend auf ein Ausfetten verzichten.

## Brauchtum
In früheren Zeiten gehörten die Förtchen zu den traditionellen Speisen zum Jahreswechsel. In einem der überlieferten Lieder, die beim Rummelpottlaufen gesungen wurden und werden, heißt es dazu: Oldjohr, Niejohr, Mudder, sünd de Förden gor?